# Folk Metal
Folk Metal ist ein Anfang der 1990er Jahre entstandenes Metal-Subgenre, das auf folkloristische Musikinstrumente, Melodien und Texte zurückgreift. Charakteristisch für das Genre ist die Fusion meist nationaler Folk-Elemente mit diversen Stilrichtungen des Metal durch Crossover. In der Regel impliziert dieses Crossover primär europäische Volksmusik, Fusionen mit außereuropäischen Folk-Elementen sind aber auch zu finden.
Im Gegensatz beispielsweise zum Thrash Metal, der hauptsächlich in der San Francisco Bay Area, dem Großraum New York/New Jersey und dem Ruhrgebiet entstand und daher als „urbane Musik“ anzusehen ist, stammt der Folk Metal oft aus ländlichen Gegenden und solchen, in denen die Folk-Bewegung stark ist. Musik, Texte und Aussagen der Musiker weisen oft auf ein starkes Interesse an den jeweiligen Geschichten, Mythen und Religionen der jeweiligen Umgebung und starke patriotische Gefühle hin.

## Geschichte

### Pionierphase und Ausdifferenzierung (Anfang der 1990er Jahre)
Die britische Band Skyclad aus Newcastle upon Tyne gilt als einer der Erfinder des Folk Metal und als erste Band der Europäischen Folk-Metal-Szene. Sie verknüpfte auf ihrem Debütalbum The Wayward Sons of Mother Earth (1991) erstmals Elemente der englischen Folklore mit Thrash Metal. Den Anstoß zu dieser bis dato völlig neuen Stilrichtung gab der damalige Sänger der Band Martin Walkyier. Er äußerte sich dazu in einem Interview:

“It was always my heartfelt dream to see the energy of Metal music mixed with elements from more traditional styles.”

„Es war schon immer mein innigster Traum, die Energie des Metal mit den Elementen traditioneller Musik kombiniert zu sehen.“

Ebenfalls 1991 wurde die israelische Band Orphaned Land gegründet, die Progressive mit Elementen der jüdischen und arabischen Musik kombinierte und damit das Folk-Metal-Subgenre Oriental Metal schuf.

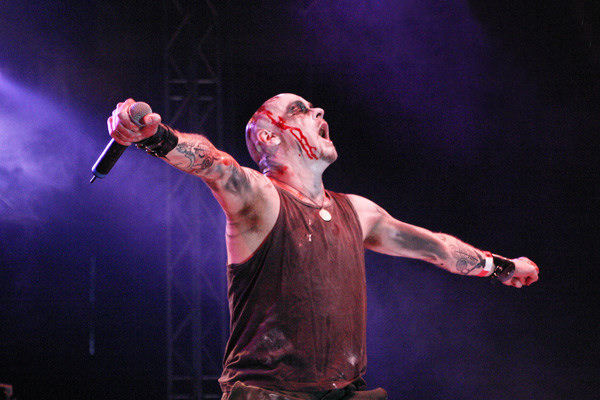
Alan „Naihmass Nemtheanga“ Averill von Primordial am 26. Mai 2007 auf dem Wave-Gotik-Treffen im Kohlrabizirkus

Ein weiteres Subgenre des Folk Metal, der Celtic Metal, entwickelte sich ab 1992 von Irland ausgehend unter dem Einfluss des Black Metal mit der Gründung der Band Cruachan. Waylander aus Nordirland wurde 1993 gegründet und spielte ebenfalls von Anfang an von Irish Folk, Black Metal und der Kultur der Kelten beeinflussten Metal. Während die irische Band Primordial sich anfangs noch am Black Metal orientierte, kombinierte sie ihre Musik ab dem Album A Journey’s End (1998) mit Irish Folk, jedoch auf eine wesentlich düsterere und subtilere Weise.
Bevor Moonspell sich mit dem Debütalbum Wolfheart dem Gothic Metal zuwandte, spielte die Band Black Metal, in den sie Elemente der mittelöstlichen Musik einfließen ließ. 1993 gründete sich mit Melechesh eine weitere stilprägende Band des Oriental Metal. Aufsehen erregte sie vor allem, da sie als Black-Metal-Band aus der für Christen, neben Rom, wohl wichtigsten religiösen Stadt der Welt, Jerusalem, stammte und mit satanischen Aktionen um Jerusalem und Bethlehem in Verbindung gebracht wurde.
In Deutschland gründete sich 1992 die Mittelalter-Metal-Band Subway to Sally, die Anfangs noch stark von irischer und schottischer Folkmusik beeinflusst war, aber diese Elemente zunehmend durch mittelalterliche ersetzte. Ab 1994 konnte man ihre Musik als Mittelalter-Rock bezeichnen, sodass Subway to Sally als Begründer dieses Subgenres gilt. Weitere Bands mit ähnlichem Sound, die später hinzukamen, sind unter anderem In Extremo und Schandmaul.
In den USA (vor allem den Südstaaten) und Südamerika entwickelte sich in den 80er und 90er Jahren der Latino Metal, eine Sammelbezeichnung für Metal, der mit traditioneller lateinamerikanischer Musik verbunden wird und vor allem durch die brasilianische Band Sepultura sowie später Soulfly und Ill Niño auch außerhalb Südamerikas und der US-Südstaaten bekannt und erfolgreich wurde.

### Ausweitung in Skandinavien (Mitte bis Ende der 1990er Jahre)
Ab Mitte der 1990er Jahre begannen zunehmend vor allem skandinavische Bands, Metal mit Folk-Elementen zu kombinieren. Die norwegische Band Storm, ein Gemeinschaftsprojekt des Darkthrone-Schlagzeugers Fenriz, des Satyricon-Sängers Satyr sowie der Sängerin Kari Rueslåtten, veröffentlichte ihr einziges Album Nordavind 1995. Auf diesem ahmten die Musiker folkloristische Instrumente und Liedstrukturen mit einer typischen Metal-Instrumentation und Keyboards nach. Fenriz distanziert sich jedoch inzwischen von der Musik und lehnt die Fusion von Metal und Folk ab. Die 1997 gegründete norwegische Band Kampfar kombinierte ebenfalls Einflüsse aus dem rauen Black Metal mit skandinavischer Folklore.
In Schweden taten sich besonders die Bands Otyg, bei der Sänger und Multi-Instrumentalist Andreas Hedlund Bandleader war, und Vintersorg, bei der er bis heute Bandleader ist, hervor. Otyg brachten in den Jahren 1998 und 1999 zwei Alben heraus, auf denen sie Metal mit traditionellen Instrumenten und skandinavischer Folklore verbanden und in ihren Texten nordische Sagen und die skandinavische Natur behandelten. Dabei wurde die Band, nach Aussage des Gitarristen Mattias Marklund, vom oben beschriebenen Projekt Storm beeinflusst. 1998 erschien auch Vintersorgs Debüt-EP Hedniskhjärtad, auf der die Band Black-Metal-Einflüsse mit Folk vermischte.

### Expansionsphase und Boom in den 2000er Jahren
Obwohl Folk Metal anfangs recht unbekannt war, expandierte das Genre in den 2000er Jahren explosionsartig. Keith Fay von Cruachan reflektierte und bestätigte diese Entwicklung 2006 auch in einem Interview:

“During the nineties and even at the end of the nineties, there were very few bands. We had Waylander from Ireland. And one or two in Europe, but it was very rare to get a real folk metal band. Nowadays it is a bit of an explosion all over the place.”

„Während der ’90er und auch noch Ende der '90er gab es nur wenige [Folk-Metal-]Bands. In Irland gab es Waylander und ein oder zwei weitere [Bands] in Europa, aber es war sehr schwierig eine echte Folk-Metal-Band zu finden. Heutzutage explodiert das Genre dagegen ja nahezu weltweit.“

Eine Vorläuferrolle hatte die finnische Folk-Metal-Band Finntroll, die extremen Metal mit Humppa, der finnischen Polka, verknüpfte. Gegründet wurde die Band im Jahr 1997, 1999 erschien das Debütalbum Midnattens Widunder. Das nachfolgende Werk Jaktens Tid, das 2001 erschien, gelangte in Finnland in die Charts. Auf dem Album bediente sich die Band teilweise des traditionellen samischen Gesangsstils Joik, der von Jonne Järvelä eingesungen wurde. Järvela ist heute Sänger der Band Korpiklaani, die im Jahr 2003 aus der Band Shaman hervorging. Bei Shaman hatte Järvelä bereits Joik mit Metal verbunden. Unter dem neuen Namen wurden echte folkloristische Instrumente wie Akkordeon und Violine anstelle der früheren Synthesizer verwendet, ebenso verzichtete man auf das Joiken und die Samische Sprache in den Liedtexten. Bei Finntroll sind es bis heute vornehmlich Synthesizer, die die Folk-Melodien in den Liedern übernehmen.

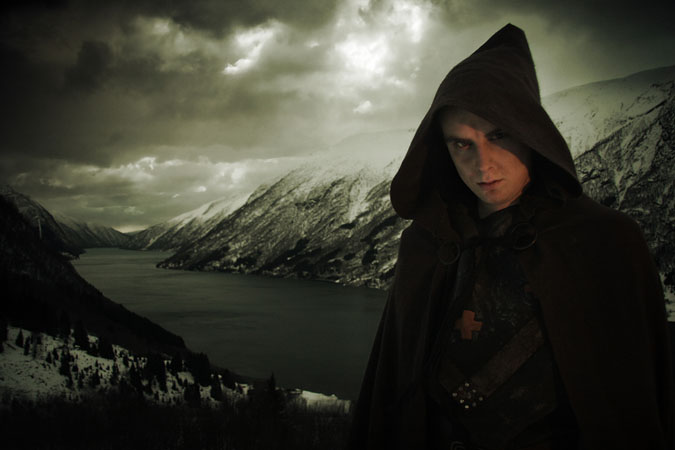
Torbjørn Sandvik vom Projekt Glittertind – Fjærland, Vestland, Norwegen 2009

Nach Storm und Kampfar aus Norwegen, Otyg und Vintersorg aus Schweden sowie Finntroll und Korpiklaani aus Finnland kamen aus Norwegen weitere Folk Metal-Bands dazu. Vor allem zu nennen sind hier Ásmegin, Lumsk, Glittertind, sowie Trollfest.

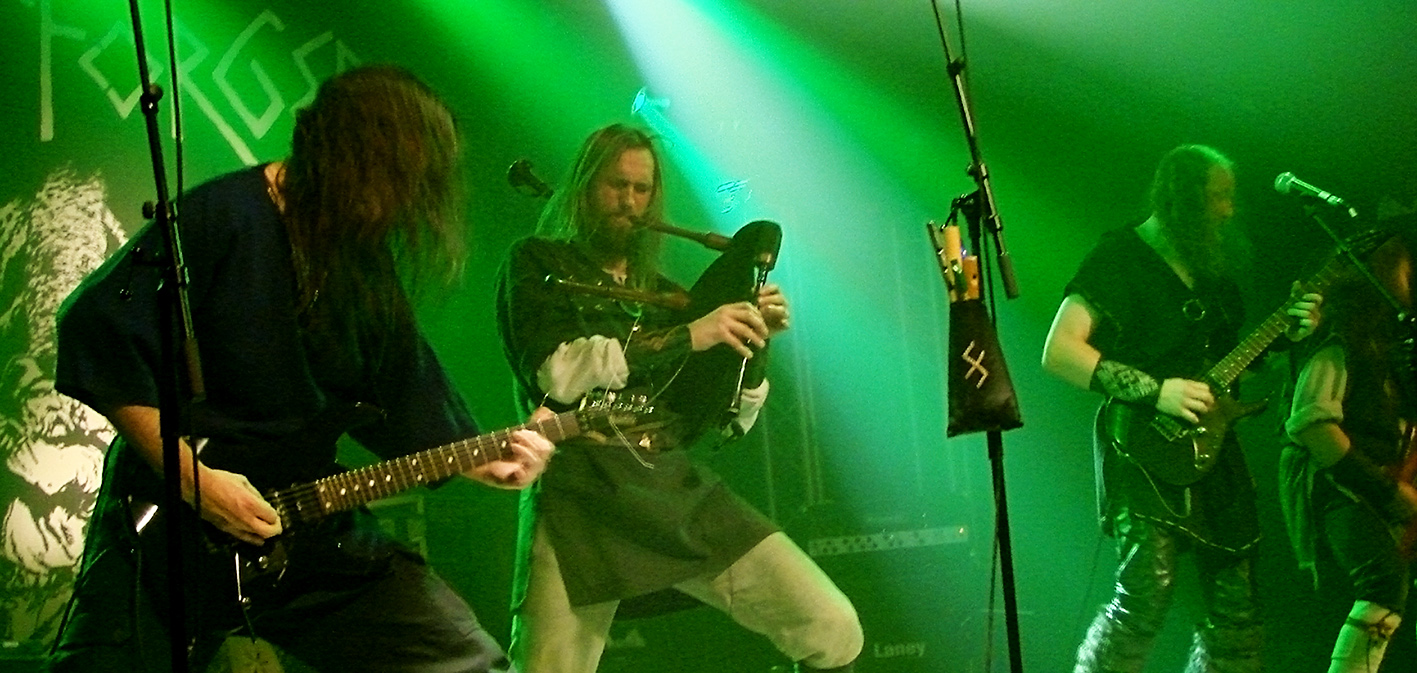
Skyforger im Dezember 2007 in Paris

Auch außerhalb des skandinavischen Raums bildeten sich neue Folk-Metal-Bands. In Deutschland verband die 2000 gegründete Berliner Band Thanateros keltische Folkelemente mit Gothic- und Alternative-Einflüssen. In den baltischen Staaten Estland, Lettland und Litauen waren Metsatöll, Skyforger und Raud-Ants, in Russland Alkonost, Arkona und Butterfly Temple. Die 2003 gegründete Band Folkearth ist ein internationales Projekt mit Mitgliedern aus 14 Ländern der Welt.

## Stil

### Musik

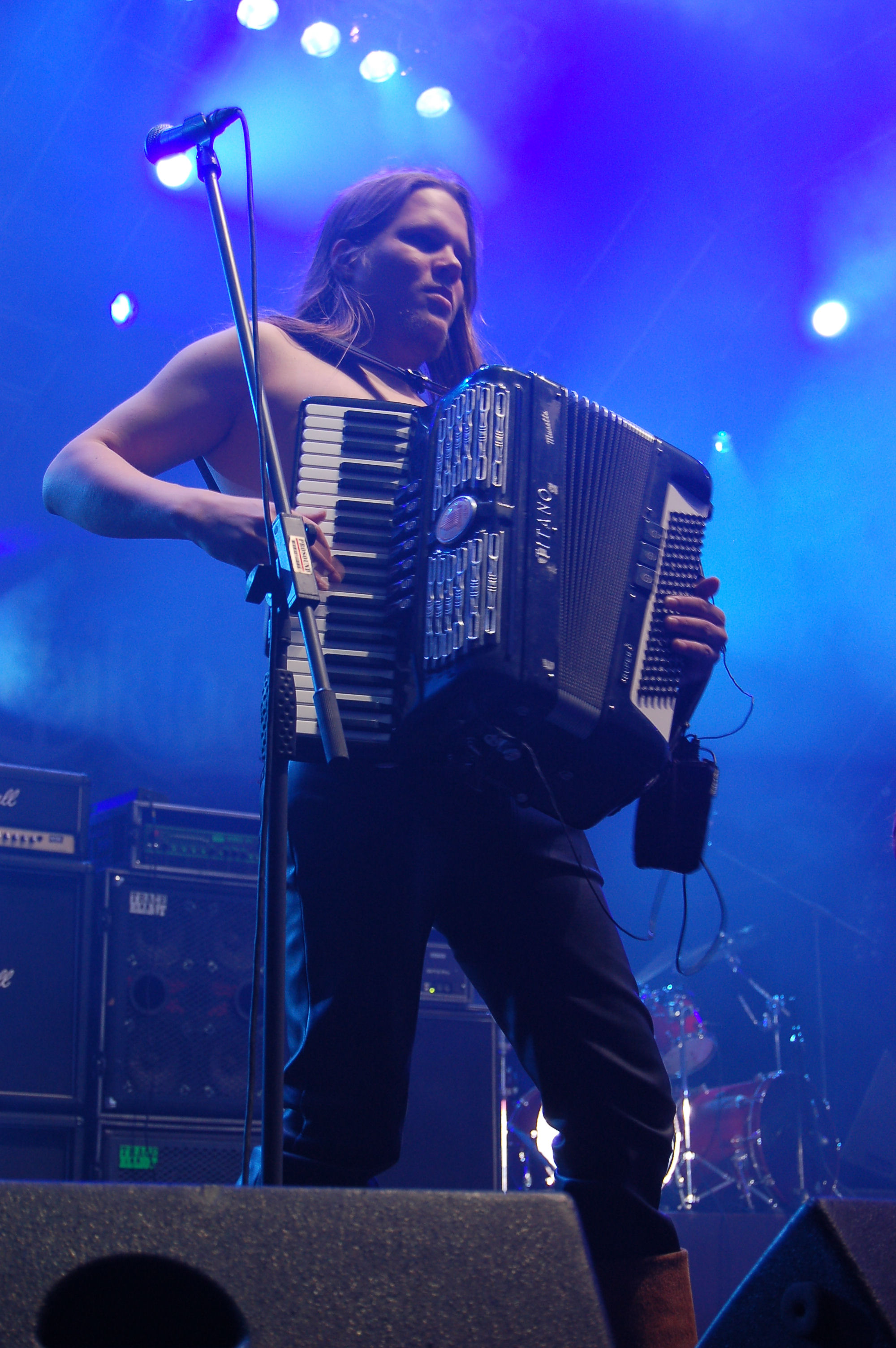
Juho Kauppinen, ehemaliger Akkordeonspieler von Korpiklaani

Folk-Metal-Bands vereinen stilisierte oder originalgetreue Volksmusik mit Metal. Von den meisten Bands werden sowohl die landestypische Volksmusik als auch landestypische Sagen, Mythen und Erzählungen in den Liedern aufgegriffen. Meist spiegelt die Musik daher rundum die ethnische Herkunft wider. Anders als beispielsweise die Übernahme von Material aus dem Rhythm and Blues durch Led Zeppelin, wird die Verwendung von Folk-Liedern als Quelle nicht als Plagiat gesehen, sondern als Fortführung einer Tradition.
Nahezu alle Metal-Subgenres sind beim Folk Metal vertreten. So verbinden Bands wie Primordial, Melechesh und Finntroll folkloristische und Black-Metal-Elemente. Power Metal findet in der Musik von Elvenking Verwendung, die zudem ähnlich wie Lumsk oder Týr Progressive-Metal-Elemente verwendet. Symphonic Metal wird z. B. durch die deutsch-norwegische Band Midnattsol eingebracht. Oft lässt sich der Stil einer Band auch nicht ausschließlich einem Subgenre zuschreiben, wie beispielsweise die Musik von Orphaned Land, die eine Mischung aus Death und Doom Metal spielen, oder die Kombination aus Power- und Death-Metal bei Ensiferum.
Vereinzelt findet man auch andere Strömungen im Folk Metal, wie die Postrock-Einflüsse bei der Band Agalloch. Die norwegische Band Glittertind bringt neben den Metal- und Folk-Charakteristika auch Punk-Elemente in ihre Musik ein.
Skandinavisch beeinflusst sind Bands wie Finntroll, Korpiklaani oder Månegarm. Metsatöll greifen die baltisch/slawischen Elemente ihrer Herkunft auf, ebenso wie die Band Skyforger. Melechesch und Orphaned Land spielen gemäß ihrer Herkunft jüdisch/arabisch beeinflussten Metal mit folkloristischen Elementen.
Da neben Irland ganz Frankreich bis zur Schweiz vor rund 2000 Jahren von den Kelten bevölkert war, gibt es in diesen Ländern eine Vielzahl keltisch beeinflusster Folk-Metal-Bands, dessen Stil auch als Celtic Metal bezeichnet wird. Dazu gehören u. a. Waylander, Cruachan und Eluveitie.
Das Aufgreifen ethnischer Elemente lässt sich jedoch nicht verallgemeinern. Die brasilianische Band Tuatha de Danann spielt zum Beispiel ebenfalls Celtic Metal, obwohl sie aus einem ganz anderen Kulturkreis stammt. Die einzige Verbindung der Band zum Stil besteht aus der Namensähnlichkeit des Herkunftslandes zur irischen Brasilinsel.

### Instrumentierung
Die Besetzung einer gewöhnlichen Metalband besteht meistens aus einer Rhythmusgitarre, einer Sologitarre, einem E-Bass, dem Schlagzeug sowie manchmal einem Keyboard. Beim europäischen Folk Metal kommen zu dieser Grundbesetzung Instrumente wie beispielsweise Akkordeon, Dudelsack, Geige oder Mundharmonika zum Einsatz, während bei amerikanischen Bands meist Trommeln und Panflöten gespielt werden. Bei Gruppen aus dem Orient wie Orphaned Land stellen spezielle Saiteninstrumente Einflüsse da, die oftmals melodieführend sind.
Die vielen Instrumente bereiten manchen Folk-Metal-Bands aber auch Probleme bei Live-Auftritten. So treten Orphaned Land in ihrem Heimatland Israel mit 20 Musikern auf, während sie in anderen Ländern dafür Computer benötigen, die die jeweiligen Parts wiedergeben.

### Texte
Die Lieder handeln oft vom Heidentum oder der Natur, Fabelwesen oder Mythen. Oft sind die Texte in den jeweiligen Landessprachen oder deren mittelalterlichen Pendants verfasst, zahlreiche Bands insbesondere aus dem Umfeld von Black- und Viking Metal verwenden altnordische Texte, die oft aus der Edda entnommen sind, auch Texte in keltischen Sprachen sind verbreitet. Die deutsche Band Menhir verwendet unter anderem althochdeutsche Texte, die britischen Bands Forefather und Ildra haben altenglische Liedtexte. Auch Regionalsprachen werden vereinzelt verwendet. Welter haben Titel in friesischer Sprache, die Lou Quinse aus Italien und Hantaoma aus Frankreich schreiben ihre Texte in okzitanischer Sprache.

### Pirate Metal
Pirate Metal ist eine Mikro-Betitelung für einen thematisch-lyrischen Aspekt, der von wenigen Interpreten verfolgt wird. Bands, deren Texte im Gegensatz zu den anderen Subgenres die Lebensweise der Piraten behandeln. Axl Rosenberg und Christopher Krovatin bezeichnen hierzu Pagan-, Viking- und Pirate-Metal als nahezu austauschbare Stil-Entwicklungen des Black Metal, „die die skandinavische Kultur ohne Bigotterie und Mord zelebrieren“.
Es wird sowohl von Seeschlachten und Kämpfen, als auch von Feiern und Trinkgelagen gesungen. Passend zum Thema ist die Musik oft von traditioneller Seemannsmusik wie Shantys und typischen Instrumenten wie Akkordeon, Geige oder Drehleier dominiert und treten die Bandmitglieder oft in Piraten-Kleidung auf. Im Allgemeinen wird einer historischen Korrektheit der Liedtexte und des Erscheinungsbildes der Band wenig Beachtung geschenkt. Hier ist vor allem die Band Alestorm zu nennen, jedoch im weiteren Sinne auch Vroudenspil und The Dread Crew of Oddwood. Swashbuckle und Running Wild haben ebenfalls ein Piraten-Thema, spielen jedoch eher Thrash, bzw. traditionellen Metal. Während Gruppen wie Rumahoy oder Paddy and the Rats einen überwiegend komödiantischen Ansatz verfolgen, versuchen sich Bands wie Storm Seeker oder The Privateer mit mehr Ernst der Thematik anzunähern, auch hier jedoch ohne Anspruch an historische Authentizität.

## Abgrenzung des Genres
Der Folk Metal ist vom Mittelalter-Rock abzugrenzen, bei dem zwar auch folkloristische Liedstrukturen und Instrumente wie Drehleier, Sackpfeife oder Schalmei verwendet werden, dessen Wurzeln aber eher im Rock und nicht im Metal liegen. Die Grenzen sind heute aber fließend. Markanteste Abgrenzungsmerkmale des Mittelalter-Rocks sind die regionale Spezifität und die Thematik: Es wird in der Regel auf Deutsch gesungen, die meisten Formationen haben ihren Ursprung in Ostdeutschland. Direkte Bezüge auf germanische Folklore sind dabei recht selten, es wird vielmehr mit reiner Symbolik oder Beschreibungen mittelalterlicher Szenen im Zusammenhang mit der christianisierten Hofgesellschaft des Hochmittelalters gearbeitet. Inzwischen haben die Texte dort oftmals auch gar keinen direkten Bezug mehr zum Mittelalter, lediglich einen mediävalistischen, märchenhaften Charakter. Bekannte Vertreter dieses Genres sind Nachtgeschrei, Ignis Fatuu, Schandmaul, Saltatio Mortis, Faun, In Extremo, Subway to Sally, Blind Guardian, Grave Digger sowie einzelne Alben anderer Bands wie Sabaton mit dem Track zu Fluch der Karibik. Ebenfalls abzugrenzen sind Bands, die sich zwar thematisch mit alten Kulturen befassen, aber lediglich die Instrumente einer üblichen Metal-Band verwenden und sich stilistisch mehr oder weniger in traditionellen Metal-Genres bewegen (z. B. Ex Deo, Manowar oder Nile).
Da viele Metal-Bands mit Folk-Elementen vom Black Metal inspiriert waren, interpretiert Aaron Patrick Mulvany den Folk Metal als Unterklasse des Black Metal, weist aber auf „erhitzte“ Diskussionen bezüglich dieser Einordnung hin.

Das Cover von Bathorys Album Blood Fire Death, mit dem die Band sich der nordischen Mythologie zuwandte und den Viking Metal prägte.

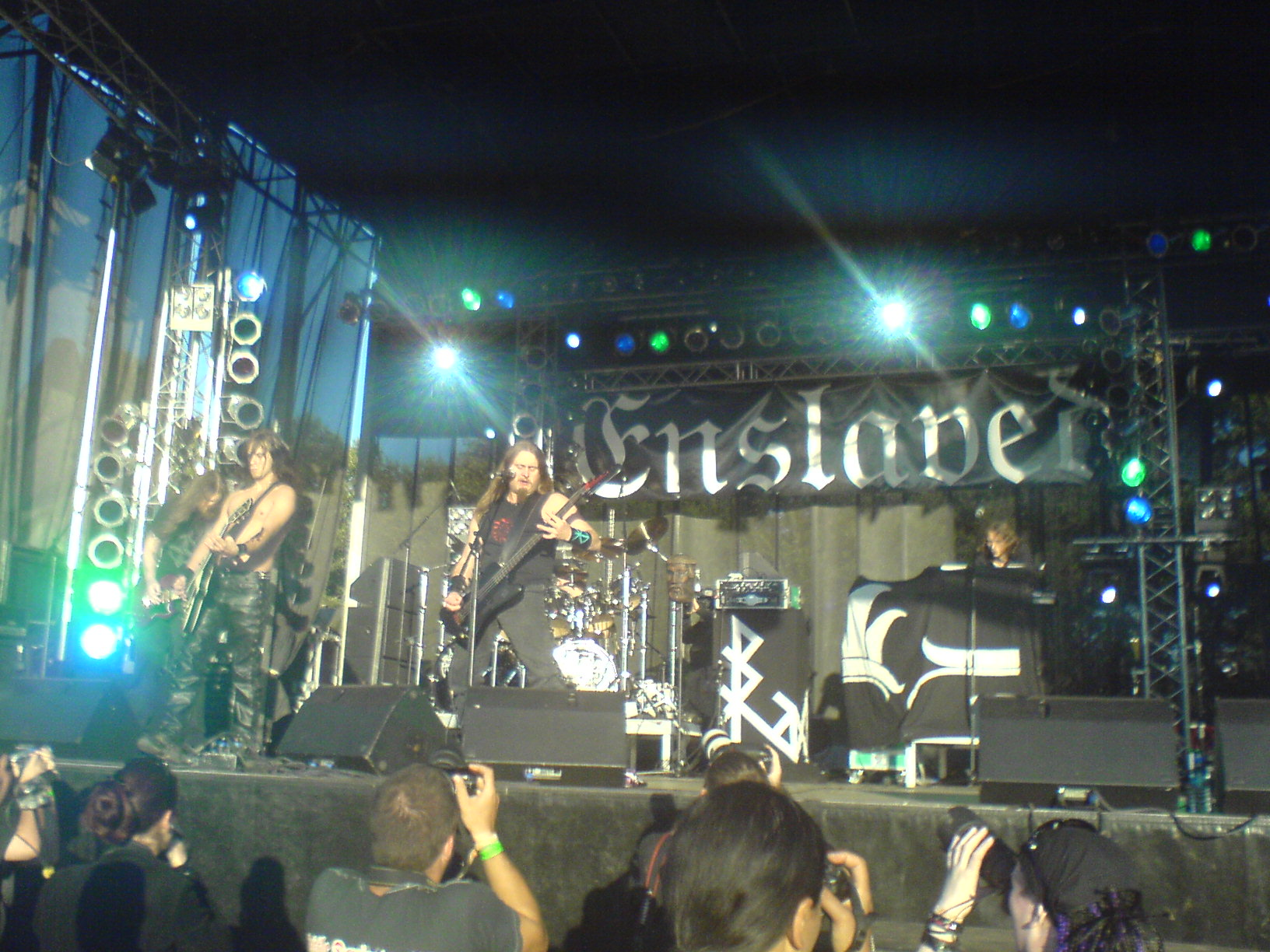
Enslaved live auf dem Wacken Open Air

Maßgeblich für die Entstehung des Viking Metal aus der „ersten Welle des Black Metal“ war die schwedische Band Bathory mit ihrem vierten Album Blood Fire Death von 1988 und dem Nachfolgeralbum Hammerheart von 1990. Ein Jahr später gründete sich die norwegische Band Enslaved, die neben den von Bathory geprägten stilistischen Merkmalen des Viking Metal Elemente der skandinavischen Folklore mit in ihre Musik einbrachte. Fenriz von Darkthrone grenzt Bathorys Alben explizit vom Folk Metal ab, den er vehement ablehnt. Die ersten Pagan-/Viking-Metal-Alben entstanden unabhängig von diesem, zudem greift der Viking Metal weniger die traditionellen Instrumente und Melodien auf als vielmehr die nordische Mythologie als Textquelle. Im Gegensatz zum Folk Metal kann er nicht auf musikalische Beispiele aus der rezipierten Kultur zurückgreifen und wird daher von Mulvany als „ahistorische ‚Wikingermusik‘“ bezeichnet. Dennoch sieht er ihn als Subkategorie des Folk Metal an.
Diskutiert wird auch, ob der Metal insgesamt als Folk-Musik oder -Kultur einzuordnen ist, worauf Aaron Patrick Mulvany in seiner Masterarbeit über Folk Metal hinweist.

## Stellung innerhalb der Metal-Szene
Folk Metal bildet eine Nische innerhalb der Metal-Szene. Während seine Anhänger den Folk Metal für seine Beschäftigung mit der meist eigenen Kultur schätzen, lehnen Gegner des Genres ihn gerade wegen seiner Beschäftigung mit ethnischen Wurzeln oder der Verwendung metal-untypischer Instrumente ab. Die Anhänger teilen zwar ein Interesse am Genre und spezifisches musikalisches Wissen, aber nicht zwingend einen gemeinsamen Lebensstil und sind mitunter geographisch voneinander getrennt. Mulvany zufolge existiert keine Unterscheidung zwischen Folk-Metal-Hörern aus unterschiedlichen Ländern wie Irland, Schweden oder Litauen, sondern eine Korrespondenz unter Fans über Mittel wie Tape-Trading oder das Internet.

## Einige Vertreter des Genres
Zu einer vollständigen Auflistung aller in der Wikipedia vertretenen Folk-Metal-Bands siehe Kategorie:Folk-Metal-Band
Für eine genauere Klassifizierung können Bands nach ihrem kulturellen Einfluss unterteilt werden. Spielen dabei skandinavische Sagen, nordische oder finnische Mythologie, oder Elemente aus der skandinavischen Volksmusik eine Rolle, so spricht man von „nordisch beeinflusst“. Bei dementsprechender Fixierung auf keltische Elemente spricht man von „keltisch beeinflusst“ oder manchmal von „Celtic Metal“. Daneben fallen Bands wie zum Beispiel „Orphaned Land“, die orientalische Einflüsse mit Death-/Doom Metal mischen, aus dem Rahmen dieser möglichen Klassifizierung in „nordisch“ und „keltisch“.
Zu unterscheiden sind typische Folk-Metal-Bands vom Viking- und Pagan Metal. Während bei ersterem primär die Fixierung auf den Themenkreis der Wikinger, beziehungsweise Einflüsse aus den extremen Spielarten des Metal (wie Death- und Black Metal) zu finden sind, so spielt beim Pagan Metal vor allem die Thematisierung vorchristlicher, heidnischer Kulturen eine Rolle. Die Übergänge sind aber fließend.
In Deutschland findet man Folk Metal auch im Bereich der Mittelalter-Szene. Bands wie Ignis Fatuu, Nachtgeschrei, Schandmaul, Saltatio Mortis, Faun und andere spielen dort als auch z. B. auf Festivals wie Wacken. Bands wie Blind Guardian und Grave Digger haben auch einzelne Songs und/oder Alben, die man dieser Richtung zuordnen kann.

### Keltisch beeinflusst
Irisch/keltisch beeinflusste Bands, die dem Celtic Metal zuzurechnen sind:
- Aes Dana aus Frankreich
- Bran Barr aus Frankreich
- Cruachan aus Irland
- Eluveitie aus der Schweiz
- Heol Telwen aus Frankreich
- Krampus aus Italien
- Mägo de Oz aus Spanien
- Skyclad aus dem Vereinigten Königreich
- SuidAkrA aus Deutschland
- Tuatha de Danann aus Brasilien, sie spielt Irish-Folk-Musik
- Waylander aus Nordirland

### Nordisch beeinflusst
Nordisch beeinflusste Bands, die dem Viking Metal zuzurechnen sind, werden im entsprechenden Artikel behandelt.
- Butterfly Temple aus Russland
- Doomsword aus Italien
- Ensiferum aus Finnland
- Equilibrium aus Deutschland
- Finntroll aus Finnland
- Glittertind aus Norwegen
- Heidevolk aus den Niederlanden
- Korpiklaani aus Finnland
- Lumsk aus Norwegen
- Metsatöll aus Estland
- Midnattsol Musiker aus Norwegen und Deutschland
- Skálmöld aus Island
- Trollfest aus Norwegen
- Turisas aus Finnland
- Týr von den Färöer-Inseln

### Andere

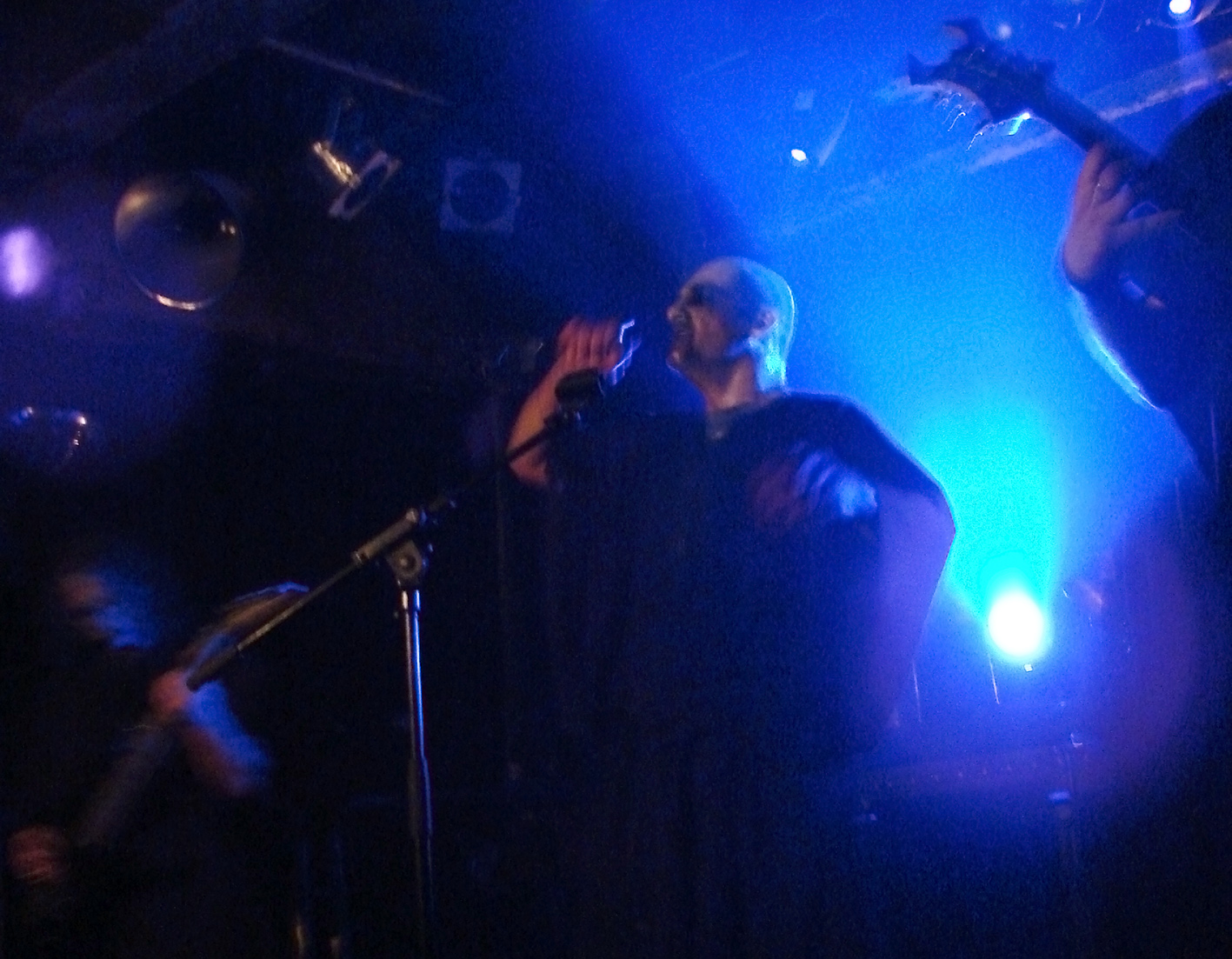
Kawir auf dem Cernunnos Pagan Festival 2008 in Paris

- Alestorm: Eine schottische Metal-Band, die ihre Musik unter der Marketingbezeichnung True Scottish Pirate Metal vertreibt.
- Arkona: Pagan/Folk Metal; die Texte handeln von der slawischen Mythologie.
- Blackguard: Kanadische Band, deren Texte auf meist nordamerikanischen Erzählungen und Märchen basieren.
- Dalriada: Synthese zwischen Metal und der ungarischen Volksmusik
- Divlje Jagode: Eine bosnische Heavy-Metal-Band
- Ex Deo: Eine Band, die sich mit dem Römischen Reich befasst
- Kawir: Eine griechische Pagan-Metal-Band
- Lyriel: Eigenbezeichnung Dark Romantic Celtic Rock
- Skyforger: Pagan Metal mit Folk-Einflüssen; textlich wird die lettische Mythologie sowie die Geschichte Lettlands behandelt.
- Thanateros: Eine deutsche Metal-Band, deren Texte vorwiegend auf europäischer Mythologie beruhen.

### Amerika
Mittlerweile hat sich in Amerika, vor allem im Süden, eine kleine Szene gebildet, die Metal mit traditionellen Instrumenten verbindet. Obwohl dieser Stil in den jeweiligen Ländern eine recht große Popularität erreicht hat, ist er international fast gar nicht bekannt. Diese Bands mischen ihre traditionelle Musik mit Power-, Death-, Black- und Folk Metal. Die Thematik umfasst oft Geschichten aus der Kolonialzeit, als die spanischen Eroberer den Kontinent erreichten. Je nach Land sind auch die Sagen der Maya, der Inka und der Azteken oder anderer Völker Amerikas ausschlaggebend.
- Aztra aus Ecuador; Metal und Folk, wobei fast ohne Pause die Panflöte zum Einsatz kommt, aber auch Keyboards werden des Öfteren eingesetzt.
- Ch’aska aus Peru; die Band mischt traditionelle Musik mit Death Metal.
- Vitam et Mortem aus Kolumbien; vermischen Death- und Black Metal mit traditionellen Instrumenten wie die Panflöte, die Texte handeln meist von der Eroberung Südamerikas durch die Spanier, aztekischen Gottheiten und antichristlichen Themen.
- Triddana aus Argentinien; vermischen Metal mit schottischem Dudelsack.

Nicht nur im Folk Metal, sondern auch in der verwandten Pagan-Metal-Szene, die ihren Ursprung ebenfalls in
Europa hat, haben sich Bands etabliert. Beispiele dafür sind Yaotl Mictlan, die sich auf die Maya-Kultur beziehen, sowie Guahaihoque, die sich auf die Inka-Kultur spezialisieren. Die russische Band Tenochtitlan wird auch des Öfteren dazugezählt, jedoch hat die Formation russische Wurzeln und passt stilistisch eher in die Doom-Metal-Szene.

### Asien
Auch in Asien besteht eine Szene, die ebenfalls national viele Anhänger hat und stetig wächst. Dieser Stil des Folk Metal wird gelegentlich „Oriental Metal“ genannt.
Weitere Bands aus Süd- und Vorderasien sind:
- Al Namrood aus Saudi-Arabien; vermischt Black-Metal-Elemente mit orientalischen Parts.
- Almora aus der Türkei; verwenden häufig symphonische Einlagen.
- Arafel aus Israel, die Black Metal mit slawischer Musik und Folklore verbinden
- Bloodywood aus Indien: verbinden indische Volksmusik mit Metalcore und Rap
- Melechesh aus Israel spielt Black-/Death Metal/Oriental Metal.
- Orphaned Land aus Israel begründete den Oriental Metal
- Rudra aus Singapur: Eine Death-Metal-Formation die sich auf südasiatische Kultur spezialisiert hat und ihren Stil als „Vedic Metal“ bezeichnet.

Einige Bands aus Ost- und Zentralasien sind:
- Chthonic aus der Republik China (Taiwan); Black Metal im ostasiatischen Stil
- Ego Fall aus der Volksrepublik China; Metalcore und Melodic Death Metal mit ostasiatischen Folk-Elementen
- Magane aus Japan; Pagan Metal und japanische Volksmusik
- Nine Treasures aus der Volksrepublik China; verbinden traditionellen Obertongesang und mongolische Volksmusik mit Metal-Elementen
- Onmyouza ebenfalls Japan: Eine Mischung aus Alternative Metal und J-Rock, die mit folkloristisch anmutendem Gesang aufgelockert wird.
- Ulytau aus Kasachstan: Vermischen Metal mit traditionellen asiatischen Instrumenten, wie der Dombra.
- The Hu aus der Mongolei: verbindet mongolische Volksmusik mit modernem Rock und Metal.